# Чулдум-оол, Чалым Сюндюпович
Чалым Сюндюпович Чулдум-оол (род. 20 июля 1987, Чаа-Суур, Тувинская АССР, СССР) — российский военный, старший лейтенант, командир 55-й отдельной гвардейской мотострелковой бригады, участник вторжения России в Украину. Герой России (2024).

## Биография
Родился 20 июля 1987 года в селе Чаа-Суур Овюрского кожууно Республики Тыва. Окончил Сибирский государственный аэрокосмический университет. Работал в Овюрском кожууне и в Республиканской больнице № 1 в Кызыле.
С 2022 года Чулдум-оол участвовал во вторжении России в Украину в составе 55-й отдельной гвардейской мотострелковой бригады.
Бригаду обвиняют в том, что в марте 2022 года она почти месяц удерживала в школьном подвале больше 350 жителей села Ягодное Черниговской области. По данным Управления Верховного комиссара ООН по правам человека, в результате удержания в подвале погибло 10 человек. По данным генерального прокурора Украины Ирины Венедиктовой, в Ягодном российскими военными были убиты ещё 17 человек.
В ноябре 2022 года Чулдум-оол был представлен на должность командира огнемётного взвода мотострелкового батальона и получил воинское звание лейтенанта.
По утверждениям российских властей, в декабре 2023 года у села Водяное Запорожской области Чулдум-оол «одним из первых обнаружил пять автомобилей противника, лично из стрелкового оружия» убил около десяти военнослужащих Вооружённых сил Украины.
В марте 2024 года Чулдум-оолу было присвоено звание героя России. Он стал третьим героем России из Тывы — после Сергея Шойгу и Мергена Донгака. Во время парада на Красной площади 9 мая 2024 года Чулдум-оол находился на трибуне за спиной Владимира Путина.
В мае 2024 года участвовал в праймериз «Единой России» и победил с результатом в 2,8 тыс. голосов, став кандидатом на выборы в Верховный хурал Тывы, которые назначены на сентябрь 2024 года. С сентября 2024 года — депутат Верховного Хурала Республики Тыва IV созыва. Член фракции партии «Единая Россия».

## Награды
- Звание «Герой Российской Федерации» с вручением медали «Золотая Звезда» (2024)[1];
- Медаль «За отвагу»[1];
- Медаль ордена «За заслуги перед Отечеством» 2 степени[1];
- Медаль «За боевые отличия» (награждён дважды);
- Медаль «Участнику специальной военной операции».